# Црква Светог Николе у Гњилану
Црква Светог Николе у Гњилану је подигнута 1861. године на темељима старије, омање цркве у центру Гњилана, на Косову и Метохији, Србија. Представља непокретно културно добро као споменик културе.

## Прошлост и архитектура
Црква је знатних димензија и простране унутрашњости настале као резултат базиликалне основе. Изведена је у духу романтизма 19. века, са комбинацијом елемената различитих стилова, од византијског, преко неороманског и неоренесансног, до необарокног. Као неимар се помиње Дамир Зографски Попрадишки. После великог пожара 1893. године, цркву је обновио Ђорђе Новковић Xонгар из Папрадишта, који се прославио градњом храма Светог Спаса у Софији. Висока иконостасна преграда настала је када и црква. У непосредној околини цркве налази се зграда бивше школе, звонара (изграђена 1938) и чесма (изграђена 1933).

## Црква данас
Данас се у њој чува лепа збирка икона, књига и црквених сасуда. Црква Светог Николе у Гњилану данас је стециште Срба из Косовског Поморавља. Након 1999. године у Гњилану је остало десетак српских породица, а Срби из околних гњиланских села окупљају се углавном у порти гњиланске цркве.

## Основ за упис у регистар
Одлука о утврђивању цркве Светог Николе за споменик културе, бр. 1394 (Сл. гласник РС бр. 51 од 13.11.1997. г.). Решење Покрајинског завода за заштиту споменика културе у Приштини, бр. 153 од 10.4.1980. Закон о културним добрима (Сл. гласник РС бр. 71/94).

## Галерија

### Пре реконструкције
- Црква
- Црква
- Црква
- Црква
- Чесма и звонара у порти цркве
- Црквена порта

### После реконструкције
- Црква, 2017.
- Црква, 2017.
- Црква, 2017.
- Црква, 2017.
- Звонара у порти цркве, 2017.
- Звонара у порти цркве, 2017.
- Чесма у порти цркве, 2017.
- Чесма у порти цркве, 2017.
- Чесма и звонара у порти цркве, 2017.